# James Laurie Snell
James Laurie Snell (Wheaton, Illinois, 15 de janeiro de 1925 — 19 de março de 2011) foi um matemático estadunidense.

## Vida
Snell estudou na Universidade de Illinois, obtendo o bacharelado em 1947, o mestrado em e o doutorado em 1951, orientado por Joseph Leo Doob, com a tese Applications of Martingale System Theorems. De 1951 a 1954 foi instrutor na Universidade de Princeton. De 1954 a 1996 foi professor de matemática no Dartmouth College, com o posto de Professor Pleno em 1962.
Suas pesquisas e publicações foram voltadas principalmente à área de cadeias de Markov. Escreveu diversos livros texto em parceria com John George Kemeny.
Foi fellow da American Statistical Association (1996). Em 1962 foi palestrante convidado  ("Invited Speaker") no Congresso Internacional de Matemáticos em Estocolmo (Boundary theory for recurrent Markov chains).

## Publicações
- com John G. Kemeny & Gerald L. Thompson: Introduction to Finite Mathematics. Prentice Hall, Englewood Cliffs, 1956
- com Charles Grinsted: Introduction to Probability. 2. Auflage. American Mathematical Society, 1997, ISBN 0821807498
- com Ross Kindermann: Markov Random Fields and Their Applications. American Mathematical Society, 1980, ISBN 0821850016